# Pieter Strauven
Pieter Strauven (Maasmechelen, 19 juni 1998) is een Belgische handbalspeler van Achilles Bocholt. Voordat hij bij Bocholt aansloot speelde Strauven onder meer voor Tongeren en Limburg Lions.
1. Mike Kusters ·
2. Jens Dijkstra ·
4. Koen van Dijk ·
6. Rob Schmeits ·
8. Luca van Straaten ·
9. Thomas Dekker ·
12. Scott de Hoogh ·
14. Serge Heijnen ·
16. Bram Kleijkers ·
18. Ivo Steins ·
19. Joris Baart ·
22.  Pieter Strauven ·
25. Jasper Adams ·
28. Robin Leunissen ·
32.  João Jacob Ramos ·
37. Ids Eussen ·
39. Martijn Kleijkers ·
69.  Jonas Dell ·
Coach:  Christoph Jauernik
· Assistent-coach: Lambert Schuurs
1. Mike Kusters ·
4. Koen van Dijk ·
5. Tim Roefs ·
6. Rob Schmeits ·
8. Luca van Straaten ·
14. Serge Heijnen ·
15. Lino Janssen ·
16. Bram Kleijkers ·
18. Ivo Steins ·
19. Joris Baart ·
22.  Pieter Strauven ·
23. Luuk Hoiting ·
25. Jasper Adams ·
27.  Bjorn Marquardt ·
28. Robin Leunissen ·
32.  João Jacob Ramos ·
37. Ids Eussen ·
39. Martijn Kleijkers ·
44.  Jeroen de Beule ·
Coach:  Christoph Jauernik
· Assistent-coach: Lambert Schuurs
1. Mike Kusters ·
6. Rob Schmeits ·
8. Luca van Straaten ·
11. Mats Pastoor ·
14. Serge Heijnen ·
15. Lino Janssen ·
18. Ivo Steins ·
19. Joris Baart ·
21. Roel Adams ·
22.  Pieter Strauven ·
23. Luuk Hoiting ·
25. Jasper Adams ·
32.  João Jacob Ramos ·
35. Bram Versteegden ·
Coach:  Christoph Jauernik
· Assistent-coach: Lambert Schuurs
1. Mike Kusters ·
6. Rob Schmeits ·
8. Luca van Straaten ·
11.  Kai Feldmann ·
13. Rudi Schenk ·
14. Serge Heijnen ·
15. Lino Janssen ·
17. Jeroen Roefs ·
18. Ivo Steins ·
19. Joris Baart ·
21. Roel Adams ·
22.  Pieter Strauven ·
23. Luuk Hoiting ·
24. Ivar Stavast ·
25. Jasper Adams ·
28. Sverre Jansen ·
32.  João Jacob Ramos ·
35. Bram Versteegden ·
Coach: Mark Schmetz Lambert Schuurs (interim)
· Assistent-coach: Lambert Schuurs Maik Onink (interim)